# بابلو إنفانتي
بابلو إنفانتي (بالإسبانية: Pablo Infante)‏ (20 مارس 1980 ببرغش في إسبانيا - ) هو لاعب كرة قدم إسباني في مركز الهجوم. لعب مع بونفيرادينا ونادي ميرانديس ونادي أراندينا لكرة القدم وRacing Lermeño ‏.

## روابط خارجية
- بابلو إنفانتي على موقع قاعدة بيانات كرة القدم.إي يو (الإنجليزية)
- بابلو إنفانتي على موقع Soccerway.com (الإنجليزية)
- بابلو إنفانتي على موقع AS.com (الإسبانية)